# ノーメックス

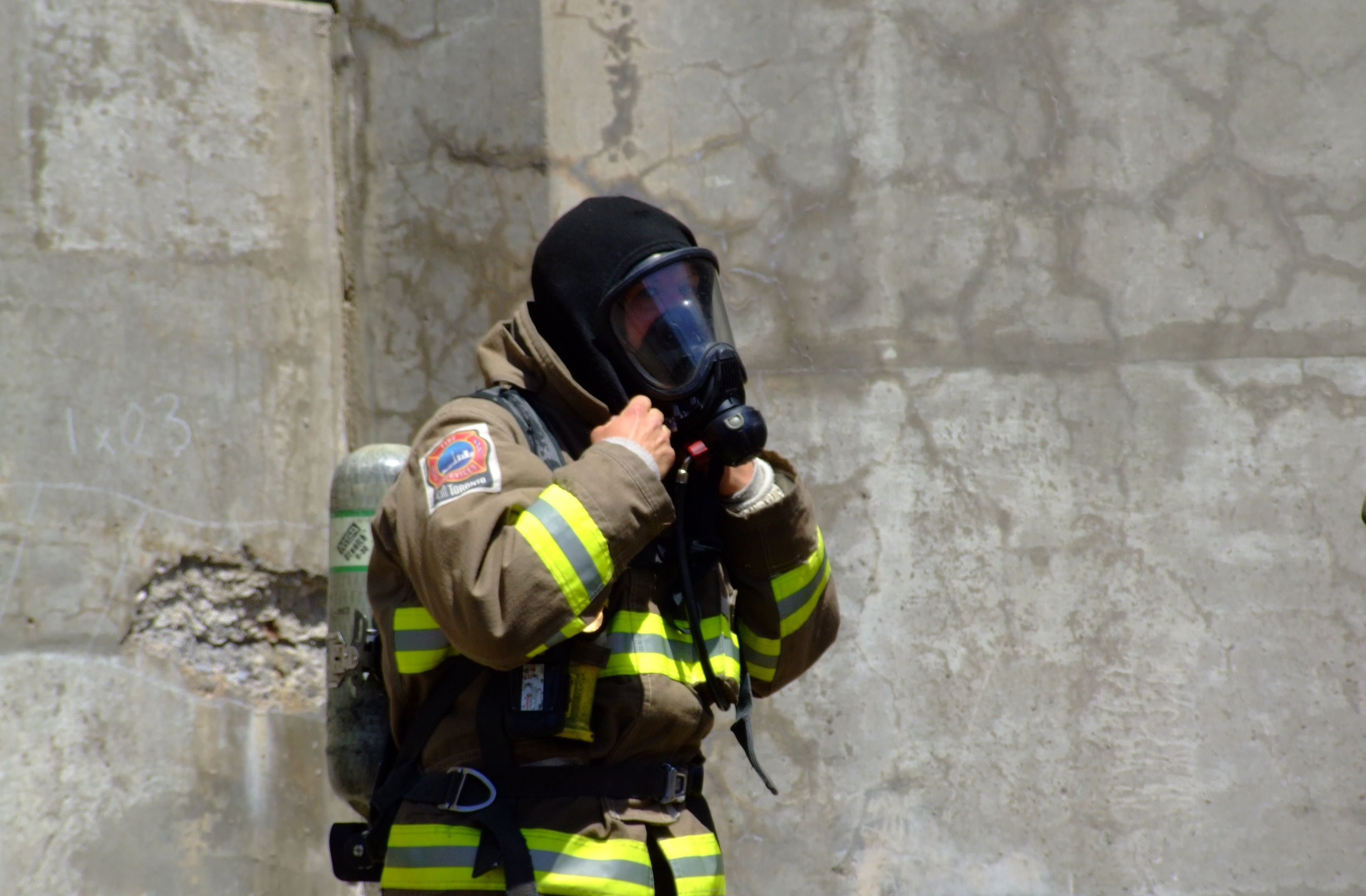
ノーメックスのフードを着用しているカナダ トロント市の消防士（2007年）

ノーメックス（英: Nomex）は、1960年代の初頭にデュポン社が開発し、1967年に販売を開始した難燃性のメタ系アラミド繊維である。

## 性質
ノーメックス、およびその関連素材のアラミドポリマーは、ナイロンの一種であるが、構造中に芳香族主鎖を有しているため、硬性および耐久性が高い。ノーメックスはメタ（meta-)アラミドの一つの例（ケブラーはパラ（para-)アラミド）。ケブラーとは異なり、ノーメックスの撚り糸はフィラメント重合中に整列できないため、強度が劣る。しかし、ポリマー素材に対して優れた耐熱性、耐薬品性および耐放射線性を有する。

## 適用
ノーメックス紙は、回路基板や変圧器磁心などの電気絶縁積層板や、フェノール樹脂製の耐熱ハニカム構造などに用いられる。また、ハニカム構造に整形されたものは、マイラー・ノーメックス・ラミネートと共に、航空機の製造に広く用いられている。消防、軍事航空、自動車レースにおいては、高温に耐えられるノーメックス製の衣服や装備が用いられている。
ノーメックス製のフード（頭巾）は、自動車レースや消防士の装備品として広く用いられている。そのフードは、消防士のフェイスマスクの上方を覆うように装着される。これを装着することにより、ヘルメットやフェイスマスクで炎の熱から防護されていない頭部を防護することができる。
山火事を消火する消防士は、消火活動の際の防護装備として、ノーメックスのシャツとズポンを着用する。
レーシングカーのドライバーは、火災から身を護るため、ノーメックスなどの難燃性素材でできたレーシングスーツのほか、ノーメックスのグローブ、下着、目出し帽、靴下、ヘルメット・ライナー、靴を着用する。
軍用機のパイロットや搭乗員は、コックピット内の火災などの事故から防護するため、ノーメックス92％以上の飛行服を着用する。近年では、艦船の乗組員が着用する防火頭巾や防火手袋、また地上車両の搭乗員用の被服としても、ノーメックスが利用されるようになってきている。ノーメックスの布地のつなぎ目には、ケブラー・スレッド（糸）が多く用いられる。
戦車の搭乗員も、ノーメックスのフードを防火装具として用いている。
アメリカの宇宙計画においては、火災および極限環境（ほぼ真空）から防護するため、船外活動ユニットの保護服および改良型与圧服に（ケブラーやゴアテックスと共に）ノーメックスが用いられている。また、スペースシャトルのオービターのペイロード・ベイ・ドア、胴体および上部主翼表面のサーマル・ブランケットとしても用いられている。ノーメックスは、また、マーズ・パスファインダーおよびマーズ・エクスプロレーション・ローバー、ガリレオ宇宙探査機、カッシーニ宇宙探査機のエアバッグ、ならびに自律型船外ロボットカメラの外板に用いられている。将来のオリオン宇宙船にも使用が計画されている。
ノーメックスは、ニューヨーク州トロイのレンセラー工科大学のEMPAC（Experimental Media and Performing Arts Center, 実験メディア・舞台芸術センター）のメインコンサートホールの吸音材として使用されている。ノーメックス製の天蓋は、高中音域の音を反射し、適切な残響音を残し、低音域を適度に通過させる。レンセラー工科大学長のシャーリー・アン・ジャクソンによれば、EMPACは、世界で初めて、音響上の理由からノーメックスを建築材料として使用したコンサートホールである。
ノーメックスは、（ケブラーと同様に）スピーカードライバーの製造にも用いられる。
ハニカム構造のノーメックス紙は、液体アルゴン熱量計の鉛層間のスペーサーとして、また、カスタムボートの船体および甲板のラミネートコアとして用いられる。
ノーメックスは、産業用途においても、バグハウスなどの排気濾過システムのフィルターとして使われている。このシステムは、アスファルト工場、セメント工場、製鋼施設および非鉄金属生産施設の高温排気ガスなどの濾過に用いられている。
複合材料製の表版を製造するために、ノーメックスを用いているクラシックギターもある。スギ材とトウヒ材の間にノーメックスをラミネート加工することにより、剛性と低密度性を向上させ、明瞭かつ大きな音を生み出す。このラミネート技術は、マティアス・ダマンによって確立されたが、それにノーメックスを初めて使用したのは、ゲルノット・ワグナーであった。

## 歴史
1964年に、レーシングカードライバーのファイヤーボール・ロバーツがシャーロット・モーター・スピードウェイで、エディー・サックスとデイブ・マクドナルドがインディアナポリス・モーター・スピードウェイで激しいクラッシュにより死亡したことが、ノーメックスのような難燃性生地の使用を促進させた。1966年の初め、「Competition Press and Autoweek」誌は、次のように報じている。「昨シーズン、ウォルト・ハンスゲン、マステン・グレゴリー、マービン・パンチおよびグループ44のボブ・トゥッリウスがドライビングスーツの試作品を着用し、レース界における見本を示した。その目的は、ノーメックスの快適性と洗濯性について実地試験を行うことであった。クライスラー・プリウス・チームも、 リバーサイド・インターナショナル・レースウェイで行われたMotor Trend 500において、そのドライビングスーツを着用した」